# 奇妙仙子
《奇妙仙子》是2008年的计算机动画電影，也是DisneyToon Studios製作Disney Fairies系列的第一部。奇妙仙子的主角是J·M·巴里劇作《彼得潘》中的仙子——小叮噹，她在1953年的迪士尼动画《小飛俠》以及2002年的《夢不落帝國》也都有出現。不過這兩部電影主要都是用传统动画來製作，而《奇妙仙子》是用數位的3D模型來製作。此電影是Walt Disney Home Video在2008年9月18日以DVD及Blu-ray方式發行的。

## 劇情
奇妙仙子聽到薇蒂亞說：「我可以去陸地，而你，只是一個小小的工匠。」奇妙仙子聽了很生氣，她想要像其他仙子一樣去陸地。

## 配音员
| 配音              | 配音     | 配音                                                                              | 角色                               |
| 英語              | 國語     | 粵語                                                                              | 角色                               |
| ----------------- | -------- | --------------------------------------------------------------------------------- | ---------------------------------- |
| 梅·惠特曼         | 丘梅君   | 麥智鈞                                                                            | 奇妙仙子/叮叮（Tinker Bell）       |
| 克莉絲汀·錢諾維斯 | 曾詠婷   | 譚美瓊                                                                            | 花园仙子/羅塞塔(羅賽妲)（Rosetta） |
| 雷文-西蒙尼       | 龍顯蕙   | 鄭佩嘉                                                                            | 亮光仙子/愛麗德莎（Iridessa）      |
| 劉玉玲            | 林美秀   | 賴芸芬                                                                            | 水仙子/希芙蜜絲（Silvermist）      |
| 艾美莉卡·弗利拉   | 楊凱凱   | 林玉盈                                                                            | 动物仙子/芬恩（Fawn）              |
| 珍妮·霍洛克斯     | 陳季霞   | 謝月美                                                                            | 瑪莉仙子（Fairy Mary）             |
| 傑西·麥卡尼       | 何志威   | 陳仕文                                                                            | 泰倫斯（Terence）                  |
| 傑夫·本內特       | 陳宏瑋   | 邱頌偉                                                                            | 阿康（Clank）                      |
| 羅伯·保羅森       | 劉鵬傑   | 陳楚鍵                                                                            | 波波（Bobble）                     |
| 帕梅拉·阿德龙     | 錢欣郁   | 楊淑敏                                                                            | 飛快仙子/薇蒂亞（Vidia）           |
| 安杰丽卡·休斯顿   | 汪世瑋   | 杜雯惠                                                                            | 克麗安女王（Queen Clarion）        |
| 罗琳娜·麦肯尼特   | 陳季霞   | 潘芳芳                                                                            | 旁白（The Narrator）               |
| 史提夫·瓦倫丁     | 姜先誠   |                                                                                   | 春天部長（The Minister of Spring） |
| 凱西·納吉美       | 龍顯蕙   |                                                                                   | 夏天部長（The Minister of Summer） |
| 理查德·波特納爾   | 劉鵬傑   |                                                                                   | 秋天部長（The Minister of Autumn） |
| 蓋爾·伯傑斯       | 劉小芸   |                                                                                   | 冬天部長（The Minister of Winter） |
| 艾美莉加·揚       | 楊凱凱   |                                                                                   | 溫蒂·達林（Wendy Darling）         |
| 卡特·克希達       | 陳季霞   |                                                                                   | 達林太太（Mrs. Darling）           |
| 鮑勃·伯根         | 使用原音 |                                                                                   | 螢火蟲（Fireflies）                |
|                   |          | 黃紫嫻 陳樂珈 李建良 林寶怡 郭碧珍 陳振聲 林小寶 龔國強 梁菀桐 李楚妍 趙彤 周小君 |                                    |

## 配音工作人員
臺灣：
導演 劉小芸

翻譯 郭芳宜

中文版製作人員
製作 景平工作室

創作總監 古慧宜

中文版製作
DISNEY CHARACTER VOICES INTERNATIONAL,INC.
- 香港粵語版：

導演：謝月美

翻譯：黃國新
歌曲

音樂監製

主唱：周小君
填詞

主唱：岑偉宗
粵語版製作人員
對白錄音室：SDI MEDIA HONG KONG LTD.

歌唱錄音室：WATCH MUSIC LIMITED

混音：SHEPPERTON INTERNATIONAL

製作統籌：CINDY LAU

粵語版製作：
DISNEY CHARACTER VOICES INTERNATIONAL,INC.

## 歌曲
香港：
〈天仙近〉主唱：謝裕玲

〈做赤子的密友〉主唱：謝裕鈴

〈展翅翱翔〉主唱：閻一格（閻奕格）
兩個ㄌㄧㄥˊ卻不一樣